# Agence régionale de l'énergie de La Réunion
L'Agence régionale de l'énergie de La Réunion, ou ARER, est association loi de 1901 à but non lucratif dont l'objectif est de promouvoir et développer les actions tendant à favoriser les économies d'énergie, l'utilisation des énergies renouvelables et à la préservation des ressources énergétiques sur l'île de La Réunion. Fondée en 2000, elle a son siège dans la ville de Saint-Pierre. 
L'ARER est depuis juillet 2013 passée au statut de SPL sous le nom d'Énergies Réunion. En prenant des comptences dans les domaines de l'environnement, la biodiversité et climat, elle change de nom et devient Horizon Réunion.

## Bureau
Les membres du bureau 2008 étaient : M. Paul Vergès (Président), M. Philippe Berne (1er Vice-Président), Mme Maya Cesari (2e Vice-Présidente), M. Jean-Michel Deveza (3e Vice-Président), M. Daniel Allamelou (Secrétaire Général) et Mme Marie-Pierre Hoarau (Trésorière). 
L'actuel représentant de l'ARER est M. Didier Robert et son président M. Alin Guezello.

## Budget
Le budget de l'ARER est 1,3 million d'euros